# Инокентий Толмачов
Инокентий Па̀влович Толмачов (на руски: Иннокентий Павлович Толмачëв) е руски геолог и географ, изследовател на Алтай, Източен Сибир и Далечния изток.

## Произход и образование
Роден е през 1872 година в Иркутск, Руска империя. През 1896 завършва Физико-математическия факултет на Санктпетербургския университет. След това работи в Лайпциг и Мюнхен и е асистент в Университета в Тарту. През 1898 е назначен за куратор на Геоложкия музей на Руската академия на науките.

## Изследователска дейност (1898 – 1910)

### Геоложки изследвания в Алтай (1898 – 1902)
През 1898 – 1899 и 1902 провежда геоложки изследвания в Алтай и Кузнецки Алатау, като първи дава пълна орографска характеристика на сложния планински масив, разположен между горните течения на реките Том и Абакан и описва вертикалното зониране на растителността.

### Хатангска експедиция (1905 – 1906)
В началото на ХХ век обширния (364 хил. км2) басейн на река Хатанга представлява „бяло петно“. По тази причина през 1905 г. от Руската академия на науките е организирана т.нар. Хатангска експедиция, пред която е поставена задачата да изследва района между реките Енисей и Анабар. За неин ръководител е назначен Инокентий Толмачов, а за топограф – Михаил Яковлевич Кожевников.
През март 1905, заедно с четирима спътници, от Туруханск с еленови впрягове потеглят на изток. Двамата картират и изследват горните течения на реките Курейка (888 км, десен приток на Енисей), Котуй (1409 км, дясна, южна съставяща на Хатанга) и през април достигат до езерото Есей (68°28′ с. ш. 102°24′ и. д. / 68.466667° с. ш. 102.4° и. д.). На брега на езерото е построена база и през следващите два месеца картират района на езерото и басейна на средното течение на Котуй между 67°-68° с.ш. Едновременно с това те проследяват и картират притоците на реката, в т.ч. цялото течение на големия му десен приток река Мойеро (825 км). След като завършват работата си в този район, през юни построяват на езерото сал, с който се спускат по река Котуй до река Хатанга. По време на плаването Толмачов и Кожевников установяват наличието на обширното Анабарско плато. Оттам вече с лодка изследват долното течение на река Хатанга, а след това с еленови впрягове – брега на изток от устието ѝ до устието на река Анабар. На изток от устието на Хатанга те установяват, че старата карта на залива не съответства на действителността. На изток от устието на река Попигай през септември откриват три полуострова – Хара-Тумус, Юрунг-Тумус и Нордвик, на югозапад от Нордвик вторично откриват залива Нордвик (73°52′ с. ш. 112°05′ и. д. / 73.866667° с. ш. 112.083333° и. д.), а на юг от п-ов Хара-Тумус – залива Кожевников (73°42′ с. ш. 110°33′ и. д. / 73.7° с. ш. 110.55° и. д.).
За месец по току-що замръзналата Анабар пътешествениците се изкачват до горното ѝ течение, като проследяват цялата река (939 км) и по този начин оконтуряват откритото преди това от тях Анабарско плато (височина до 845 м). От горното течение на Анабар двамата се завръщат в базата си на езерото Есей, където се разделят. Толмачов тръгва на юг, преминава през горните течения на реките Мойеро и Вилюй до 60° с.ш. и през януари 1906 достига до Олекминск на река Лена. Кожевников продължава на северозапад през горните басейни на реките Тукалан и Меймеча до устието на река Романиха (всички от басейна на Хатанга) и оттам по река Хета (785 км) до селището Хатанга (Крести, 71°56′ с. ш. 102°07′ и. д. / 71.933333° с. ш. 102.116667° и. д.), където завършва маршрутната си топографска снимка. След това се връща до Романиха и по 70º с.ш. продължава на запад и в началото на 1906 пристига в Дудинка, където завършва неговата маршрутна топографска снимка на близо 6000 км път.
Въз основа на събраните материали и астрономически наблюдения е съставена карта, която покрива площ от над 1 млн. км2.

### Експедиция в Сибир (1909 – 1910)
През 1909 г. Толмачов е назначен за началник на Североизточната експедиция и отново кани Кожевников за свой партньор. Двамата описват и картират цялото крайбрежие на Сибир от устието на река Колима до Беринговия проток на протежение над 2500 км, описват релефа на крайбрежната ивица и събират ценни геоложки, ботанически и зооложки колекции.

## Следващи години (1910 – 1950)
От 1918 до 1926 Толмачов работи в Геоложкия комитет, след което емигрира в САЩ, където умира през 1950 година.